# Bass-Straße
Die Bass-Straße (englisch Bass Strait) ist eine Meerenge, die Tasmanien vom australischen Festland trennt. Sie grenzt auf australischer Seite an den Bundesstaat Victoria. Sie verbindet den Indischen Ozean im Westen mit der Tasmansee im Osten. Der erste Europäer, der die Meerenge entdeckte, war Matthew Flinders im Jahre 1798. Flinders benannte sie nach seinem Schiffsarzt, George Bass.
Die Meerenge ist an der schmalsten Stelle etwa 200 Kilometer breit, die durchschnittliche Wassertiefe beträgt nur etwa 50 Meter. Aufgrund ihrer geringen Tiefe fiel sie in der letzten Eiszeit wegen des sinkenden Meeresspiegels trocken und bildete eine Landbrücke.

## Schifffahrt
Wie auch die anderen Gewässer um Tasmanien ist sie besonders wegen ihrer geringen Tiefe und für ihre raue See bekannt. Im 19. Jahrhundert gingen hier viele Schiffe verloren. Auf Deal Island wurde daher 1848 ein Leuchtturm errichtet, um die Schiffe auf dem Ostteil der Meerenge zu unterstützen. Auf der Westseite gab es bis zur Fertigstellung des Wilsons Promontory Lighthouse 1859 und dem Bau eines weiteren Leuchtturmes am Cape Wickham am Nordende von King Island 1861 keine Navigationshilfen.
Starke Strömungen zwischen dem Südlichen Ozean und der Tasmansee sorgen für schwierige Navigationsbedingungen. An der australischen und tasmanischen Küste wie auch an den Inseln in der Straße kam es zu vielen Schiffbrüchen. Erst stärkere Stahlschiffe und moderne Navigationsmethoden haben die Gefahr deutlich reduziert. Viele Schiffe, darunter auch große, Schiffe verschwanden spurlos oder hinterließen nur wenige Überreste. Trotz Mythen und Legenden von Piraten, Strandräubern und übernatürlichen Kräften ähnlich denen des Bermudadreiecks ist das Verschwinden von Schiffen eher der tückischen Kombination von Wind- und Strömungsbedingungen und den zahlreichen, teils unter Wasser befindlichen Felsen und Riffen zuzuschreiben.

## Inseln
In der Bass-Straße liegen über 60 Inseln. Dazu gehören im Westen King Island, Three Hummock Island, Hunter Island und Robbins Island. Im Südosten der Straße liegt die Furneaux-Gruppe mit über 50 Inseln, südlich davon die Waterhouse-Island-Gruppe, im Nordosten die Kent-Gruppe, die Hogan-Gruppe und die Curtis-Gruppe.

## Ressourcen
In der Bass-Straße gibt es Öl- und Gasfelder. Das als Gippsland Basin bekannte östliche Feld wurde in den 1960ern gefunden und liegt etwa 50 Kilometer vor der Küste von Gippsland. Öl und Gas gelangen über eine Pipeline zur Weiterverarbeitung nach Longford, Western Port, Altona und Geelong, aber auch mit Tankern nach New South Wales.
Das westliche Feld, bekannt als Otway Basin, wurde in den 1990ern offshore nahe Port Campbell entdeckt und wird seit 2005 ebenfalls ausgebeutet.
Siehe auch: Australian Worldwide Exploration (australisches Unternehmen, das Öl- und Gasplattformen betreibt)

## Karten